# Ústav fyziky kondenzovaných látek Přírodovědecké fakulty Masarykovy univerzity
Ústav fyziky kondenzovaných látek je pracoviště Přírodovědecké fakulty Masarykovy univerzity. Skládá se z oddělení biofyziky a fyziky kondenzovaných látek. Současným ředitelem ústavu je prof. Mgr. Dominik Munzar, Dr.

## Oddělení fyziky kondenzovaných látek
V oddělení jsou pro potřeby magisterského a doktorského studia a pro výzkumné záměry několik laboratoří: optická, rentgenová a mikroskopická. Na ústavu se tak nachází například spektrometry nebo AFM.
Součástí oddělení fyziky kondenzovaných látek jsou i tzv. čisté prostory pro křemíkovou technologii a mikroelektroniku.
Mezi témata výzkumu v oddělení patří optická spektroskopie, Ramanova spektroskopie, rentgenová spektroskopie, mikroelektronika a technologie křemíkových součástek, na teoretické bázi pak například teorie supravodivosti, nebo nelineární optika.

## Oddělení biofyziky
Laboratoř v oddělení biofyziky slouží primárně k výuce studentů bakalářského a magisterského studia v oboru biofyzika. Výzkum je zaměřen především na fyzikální zákonitosti významné pro základní biologické děje a působení fyzikálních faktorů na organismy a jejich složky.